# Liste der Gouverneure von Shaanxi
Dies ist die Liste der Gouverneure der chinesischen Provinz Shaanxi.
| Name           | Amtszeit  |
| -------------- | --------- |
| Ma Mingfang    | 1949–1952 |
| Zhao Shoushan  | 1952–1959 |
| Zhao Boping    | 1959–1963 |
| Li Qiming      | 1963–1966 |
| Li Ruishan     | 1966–1978 |
| Wang Renzhong  | 1978–1979 |
| Yu Mingtao     | 1979–1983 |
| Li Qingwei     | 1983–1986 |
| Zhang Boxing   | 1986–1987 |
| Hou Zongbin    | 1987–1990 |
| Bai Qingcai    | 1990–1994 |
| Cheng Andong   | 1994–2002 |
| Jia Zhibang    | 2002–2004 |
| Chen Deming    | 2004–2006 |
| Yuan Chunqing  | 2006–2010 |
| Zhao Zhengyong | 2010–2012 |
| Lou Qinjian    | 2012–2016 |
| Hu Heping      | 2016–2018 |
| Liu Guozhong   | 2018–     |